# Grande Ourse
Ursa Major
Pour les articles homonymes, voir Grande Ourse (homonymie) et Ursa Major.
La Grande Ourse est la troisième constellation du ciel par son étendue. Elle contient la « grande casserole » (ou « grand chariot »), l'un des astérismes les plus connus de l'hémisphère nord. Faisant partie de la liste des 48 constellations établies par Ptolémée, elle est très facilement reconnaissable par la forme de casserole que composent ses sept plus brillantes étoiles. La Grande Ourse est une constellation circumpolaire pour les observateurs situés au-dessus de 41° de latitude Nord : elle ne semble jamais se coucher.
En grec, le mot ours se dit arktos, qui a donné le nom d'Arctique.

## Nomenclature, histoire et mythologie

### L'Ourse, la plus ancienne figure céleste connue

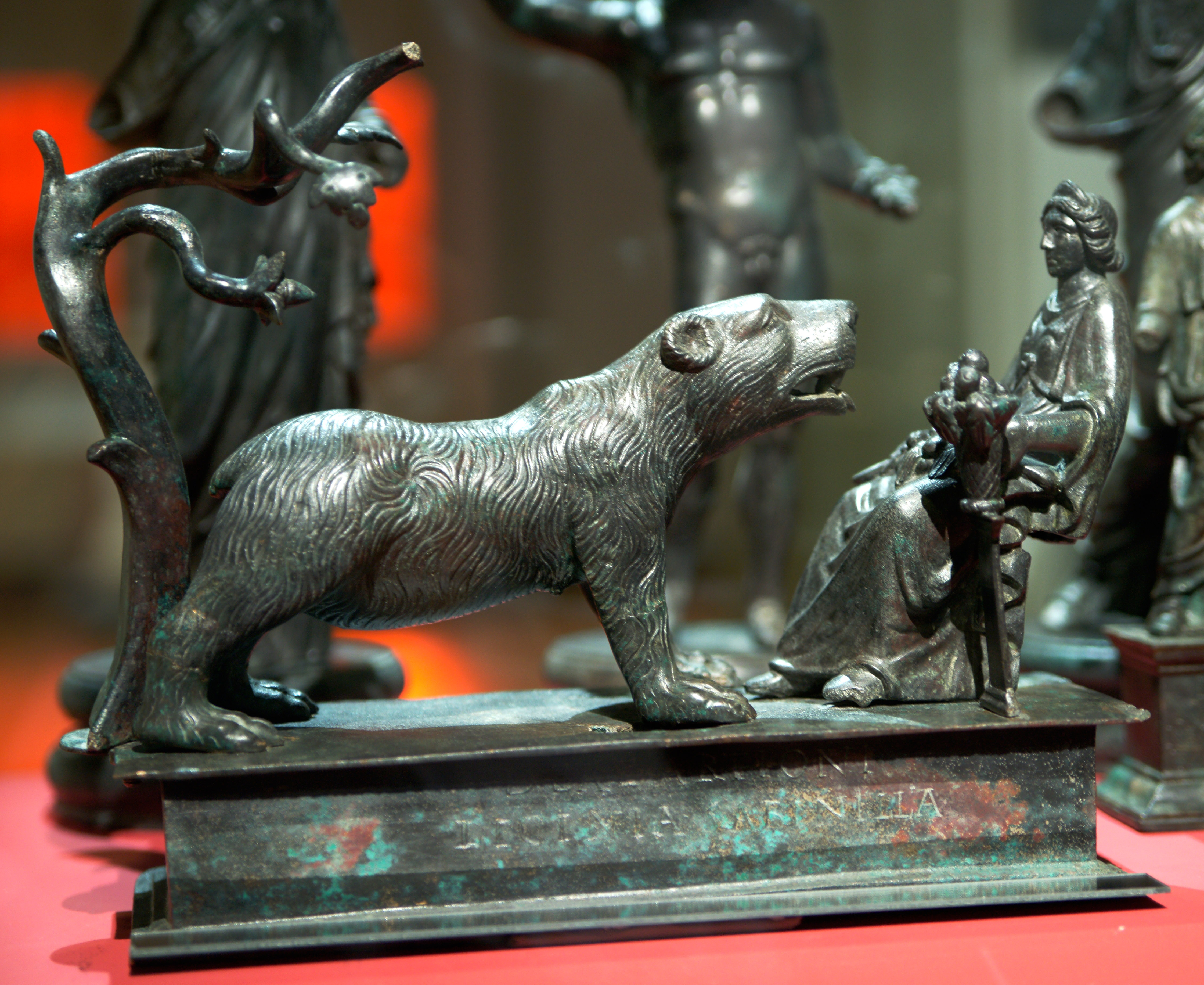
Statuette de la déesse gauloise Artio Au Musée historique de Berne (Suisse).

L’Ours est la plus vieille figure céleste de l’hémisphère Nord, et on en trouve des traces dans toutes les familles de langues indo-européennes sans que l'on sache exactement pourquoi Ursa maior est apparue sous la forme de « l’ours » à l’époque préhistorique.
Le sanskrit ঋক্ষ ṛkśa, « l’Ours », existe, tout comme le grec Ἄρκτος / Árktos, pour désigner les Sept étoiles indiquant le Nord dans l’hémisphère septentrional. Ces deux mots n’ont pas seulement la même étymologie, ils correspondent tous deux à l’emblème d’une divinité. Le Mahābhārata présente Ṛkśa comme roi de la lignée lunaire, descendant de l’empereur Bharāta et père de Saṁvaraṇa
Chez les Grecs, le nom de la déesse Artémis (Ἄρτεμις / Ártemis) dérive de la même racine indo-européenne [(h)rkto]. En tout état de cause, dans le rituel du culte rendu à la déesse à Brauron en Attique, des fillettes étaient déguisées en ourses.
Ce lien avec le divin est d’ailleurs confirmé chez les Celtes dont la déesse Artio (qui signifie ours en langue gauloise), était représentée sur la statue de Berne s’avançant vers une ourse (de cette même racine proviendrait le nom du roi Arthur, « Artio (Artos-rix) », « l’ours-roi/guerrier »,).
Comme la séparation du tronc commun indo-européen des langues indo-iraniennes d’une part, et les langues helléniques et celtes d’autre part, est réputée s'être opérée avant la fin du Ve millénaire av. J.-C., il y a tout lieu de penser que la figure de l’Ours, qu’elle soit associée à une étoile ou à une constellation, est la plus ancienne connue à ce jour.
La figure astrale de l'Ours existe également en Amérique du Nord. Mais la séparation des rameaux nord-américain et indoeuropéen de l'humanité remonte bien trop dans le temps pour que l'on puisse dire quelque chose d'assuré sur les représentations de ces peuples. En revanche, le fait que des populations des parties septentrionales d'Europe et d'Amérique divinisent l'animal-roi de ces régions n'a rien de surprenant et peut être le résultat de démarches indépendantes.

### En Égypte

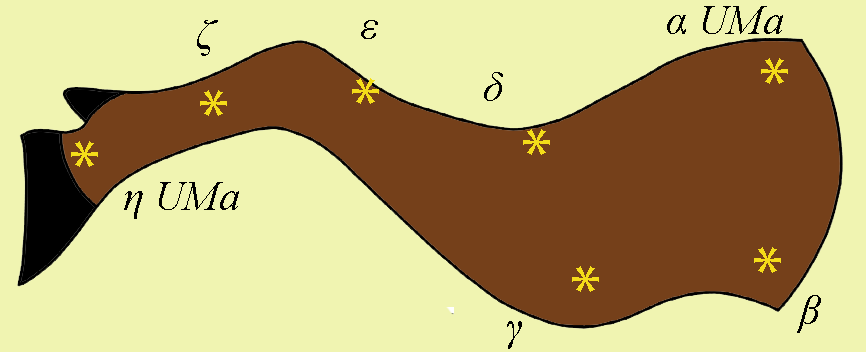
La figure de Mesḫetiu sur le sarcophage d’Idy, Asyut, ca. 2060 av. è. c.

Les sept étoiles brillantes de la Grande Ourse constituent l’astérisme égyptien de msḫtjw / Mesḫetiu, « la Cuisse du taureau ». Ce dernier est naturellement représenté par une patte postérieure de taureau, ou, à partir du Nouvel Empire, sous la forme d'un taureau. Il est possible qu'elle soit reliée avec la notion d’au-delà.

### En Mésopotamie
La figure du Chariot est une création mésopotamienne. On rencontre dès la première partie du IIemillénaire le nom MAR.GÍD.DA = Ṣumbu, « le Chariot » que les astronomes modernes attribuent à l’étoile Alpha Ursae Majoris dans un document appelé « Prières aux dieux de la nuit ». Au début du Ier millénaire, le ciel est organisé en constellations, c’est-à-dire que les étoiles sont désormais nommées par leur situation dans les figures célestes, et la Série MUL.APIN, qui est le premier traité d'astronomie mésopotamienne, découvert à Ninive dans la bibliothèque d'Assurbanipal et datant au plus tard de 627 av. è. c., nous présente les étoiles de la constellation de MAR.GÍD.DA = Ṣumbu, « le Chariot », comme le montre l’image ci-dessous. La déesse NIN.LÍL = Mulillu / Mulissu, « la Dame du Vent », dont MAR.GÍD.DA = Ṣumbu, « le Chariot », est l’emblème, est l’épouse d’EN.LÍL = Elil, « le maître du Vent », sur qui son nom semble formé. EN.LÍL = Elil est, qui avec AN= Anu et ENKI = Ea, aux zones célestes desquels sont affectées les étoiles, et il préside quant à lui celles du ciel boréal. Quant à Marduk, devenu le dieu prééminent à Babylone, il a lui-même pris zarû, « le timon » comme un de ses nombreux emblèmes,. Cette figure sera reprise par les Grecs sous le nom d'Ἅμαξα / Hámaxa, « le Chariot ».

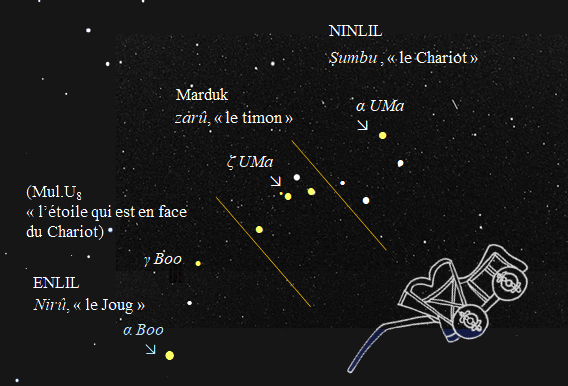
Les étoiles de MAR.GÍD.DA = Ṣumbu, « le Chariot », dans la Série MUL.APIN, av. 627 av. è. c.av. è. c.

### Chez les Grecs
Cette figure céleste apparaît dès Homère (VIIIe s. av. è. c.) sous deux noms livrés ensemble : Ἄρκτος / Árktos, l’« Ourse », et Ἅμαξα / Hámaxa, le « Chariot », tant dans l’Iliade, que dans l’Odyssée.
C’est à partir d’Eudoxe que, pour distinguer les Deux Ourses, la Grande est nommée Μεγάλη Ἄρκτος / Megálē Árktos à partir d’Eudoxe et Aratos.
Selon Ératosthène (ca. 276 – ca. 194 av. è. c.), cette constellation représente une nymphe, Callisto, fille de Lycaon, roi d'Arcadie et dame de compagnie d'Artémis, ce qui l'a contrainte à faire vœu de chasteté. Pourtant, aimée par Zeus et déflorée par lui, elle poursuit son office auprès de la déesse. Mais quand, à l'occasion d'une baignade, celle-ci s'aperçoit de son état, elle devient furieuse et la change en une ourse qui met au monde un fils, Arcas. C'est pour faire échapper les deux malheureuses créatures aux chasseurs que Zeus les change en constellations, Callisto en Grand Ourse et Arcas en Petite Ourse, tournant perpétuellement autour du pôle Nord et jamais autorisées à se reposer sous la mer. Ovide remplacera, dans ses Métamorphoses, Artémis en Héra, l'épouse de Zeus, ce qui n'est pas cohérent avec l'étymologie d'Artémis, qui est la même que celle de Ἄρκτος / Árktos, l'Ourse.
Pour ce qui est d’Ἅμαξα / Hámaxa, le « Chariot », il s’agit en amont de la constellation mésopotamienne de MAR.GÍD.DA = Ṣumbu, « le Chariot » . Il est remarquable que deux siècles après Homère, Thalès soit réputé avoir introduit le même nom, Ἅμαξα / Hámaxa, le « Chariot » pour la Petite Ourse, à l’instar des marins phéniciens qui s’en servaient pour trouver le Nord, d’où son surnom de Φοινίκη / Phoiníkē, « Phénicienne. Il existe donc, chez les Grecs, deux « Chariots » dont l'origine provient des figures mésopotamiennes portant des noms différents, soit Ṣumbu pour UMa, et Eriqq samē pour UMi. C’est à partir d’Eudoxe et Aratos qu’Ἅμαξα / Hámaxa, le « Chariot », ne sera plus considéré que comme un astérisme de Μεγάλη Ἄρκτος / Megálē Árktos.
Les Grecs utilisent un autre nom pour la Grande Ourse, Ἑλίκη / Helíkē, « spirale », à cause de son mouvement rotatoire autour du pôle céleste, qui était plus serré que de nos jours à cause de la précession des équinoxes. C’est la dénomination que préfère pour cette constellation Aratos qui écrit : « C’est d’Ἑλίκη que les Achéens apprennent à conduire leurs nefs », peut-être parce que Ἑλίκη / Helíkē est aussi le nom d’une cité d’Achaïe. En tout cas, le nom apparaît à l’époque alexandrine mais semble bien plus ancien.
L'ours se disant Ἄρκτος / Árktos en grec, mais ce mot signifiant également « nord » par suite du nom donné à la constellation, c'est l'origine du terme de cercle arctique donné jadis au cercle des étoiles circumpolaires toujours visibles. L'astronome Géminos assignait comme limite à ce cercle, « le pied de devant de la Grande Ourse », et le terme « Arctique » qui désigne la région entourant le pôle Nord de la Terre,.

### Chez les Romains

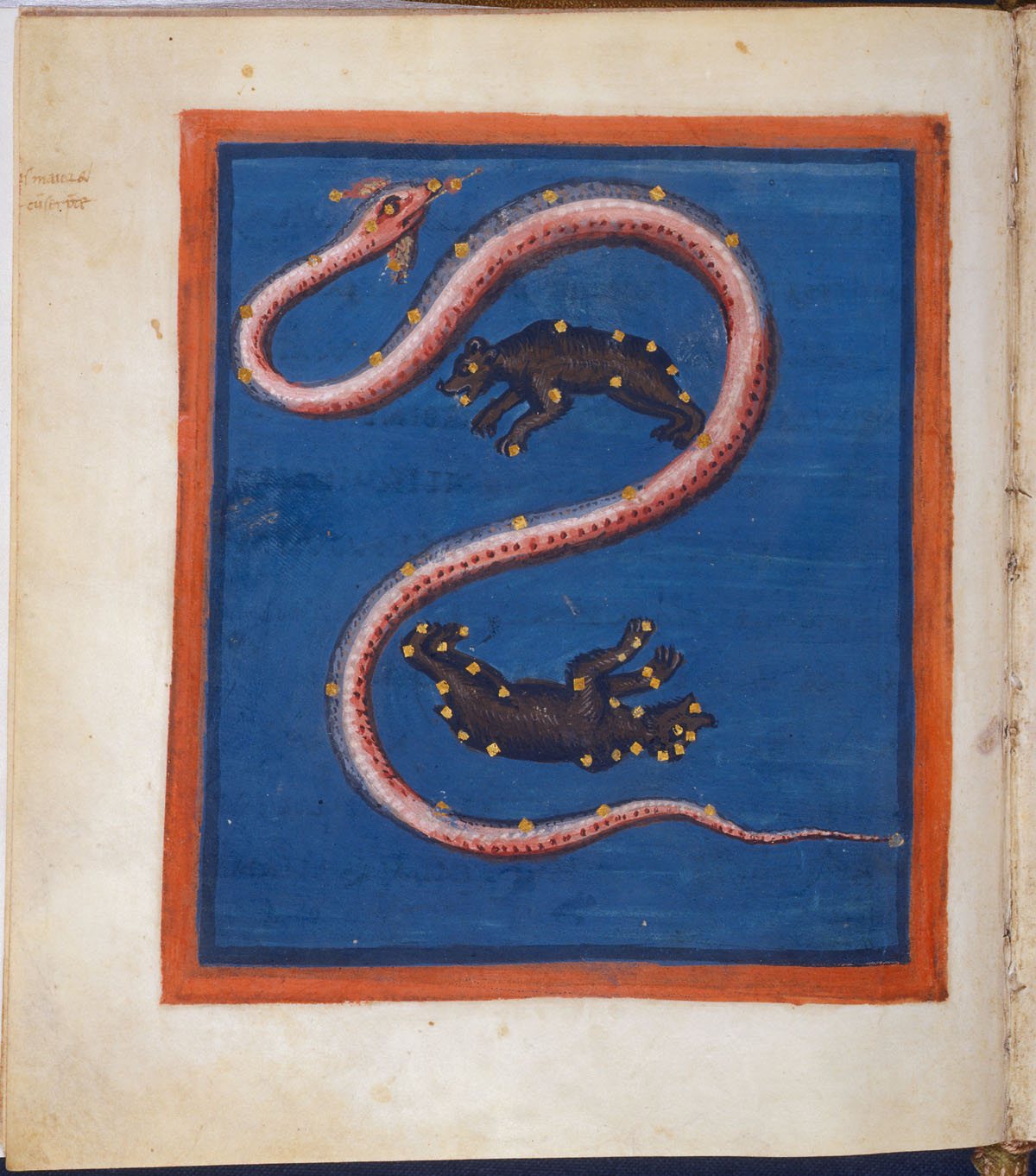
Ursa major, Ursa minor et Draco dans une édition des Aratea de Germanicus d’époque carolingienne (ca. 830-840).

Les Romains ont repris avec Aratea, c’est-à-dire les versions latines des Φαινόμενα / Phainómena d’Aratos, les noms grecs : 1. Ἄρκτος / Árktos, l’« Ourse », est d’abord simplement transcrit, ce qui donne Arctos à partir de Cicéron (106-51 av. è. c.), et Arctos maior chez Hygin (37 av. – 17 è. c.), puis le calque sémantique Ursa, qui est de la même racine que le nom grec, chez Ovide (43 av. – 17 ou 18 è. c.) et Ursa Maior chez Hygin. 2. Ἅμαξα / Hámaxa est rarement transcrit et aussi rarement rendu par le nom Plaustrum, mais plutôt par le pluriel poétique Plaustra. 3. Ἑλίκη / Helíkē devient Helice avec Cicéron et les traductions latines d'Aratos.

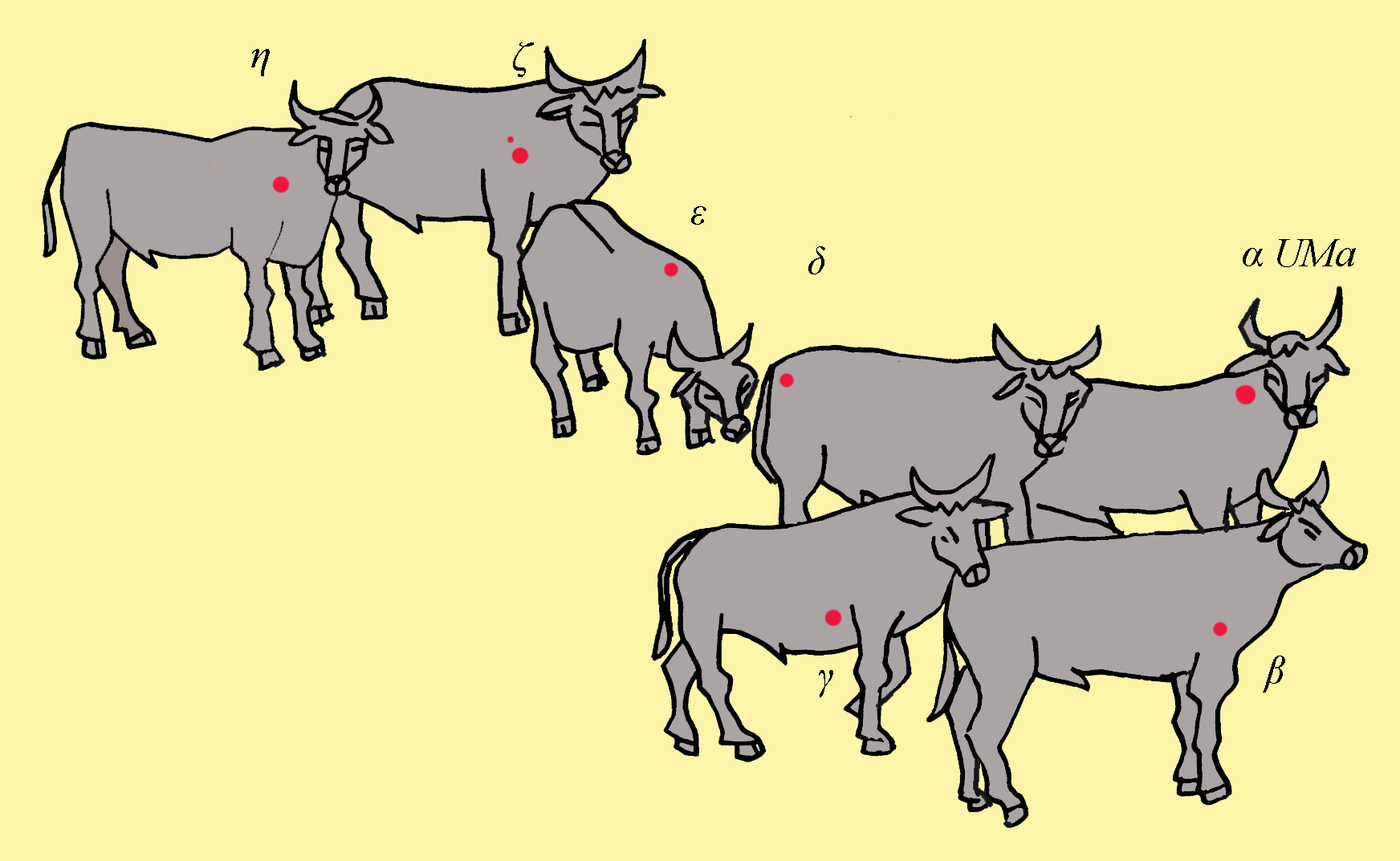
La constellation des Septemtriones chez les Romains.

Mais les Romains possédaient déjà leur appellation propre pour les Sept étoiles brillantes du nord, Septemtriones, attesté chez Plaute (254-184 av. é. c.) et dont Varron (116-27 av. é. c.) dit qu’il s’agit de « Sept bœufs de labour » qui tournent autour du pôle. Cette constellation doit être mise en rapport avec Bootes, conçu comme un « Bouvier », mais il s’agit du rapprochement entre deux figures d’origines différentes. Une dernière appellation à noter chez les Romains, qui parle d'elle-même et suffit à caractériser la constellation, mais reste rare : Septem stellae, « Sept étoiles ».
Le terme voisin, Septemtrio, « sept bœufs » (de trio, « bœuf de labour », utilisé généralement au pluriel : triones), d’abord comme synonyme de Septemtriones pour la constellation, puis pour indiquer le « nord », qui donne le français septentrion.

### Chez les Hébreux
La Torah ou Bible hébraïque présente à deux reprises la figure de la Grande Ourse dans une énumération de figures célestes (מַזָּר֣וֹת Mazzarōt) dans le Livre de Job, donc à une époque tardive : d'abord עש ᶜAš dans Job, 9.9, puis עיש על בניה ᶜAyš ᶜal Banèha, soit « Nasch et ses filles », dans Job, 38.32. Ce nom est à mettre en rapport avec la figure arabe de نعش وبناته Naᶜš wa-Banātuhu, ce qui n’est pas étonnant étant donné que Job est réputé vivre, selon les rédacteurs de la Septante, la première traduction grecque de la Bible, aux confins de l’Idumée et de l’Arabie,.

### Chez les Arabes

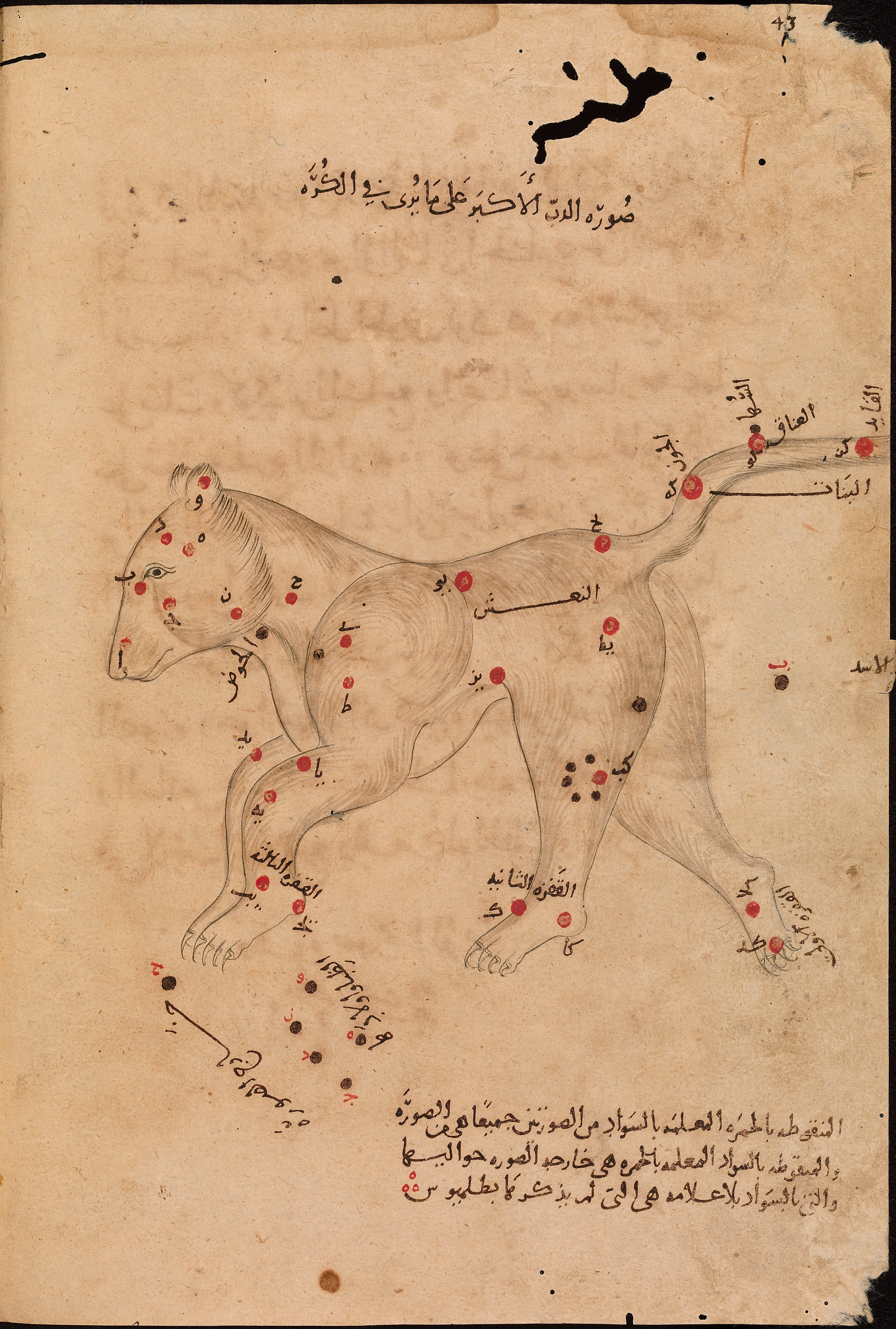
La figure de الدبّ الأكبر al-Dubb al-Akbar dans une copie du traité de une copie du traité de ᶜAbd al-Raḥmān al-Ṣūfī, ca. 1010, Bodleian Library, Oxford.

Chez les Arabes existent plusieurs figures célestes sur l’espace de la Grande Ourse. D’abord celle que les astronomes arabes ont adoptée, au IXe, avec la traduction des textes grecs. Ainsi Μεγάλη Ἄρκτος / Megálē Árktos, « la Grande Ourse » devient chez eux الدبّ الأكبر al-Dubb al-Akbar, « le Grand Ours ». Plusieurs noms empruntés aux Arabes proviennent de cette figure : Dubhe pour α UMa, Merak pour β, Phecda pour γ  et Megrez pour δ UMa.

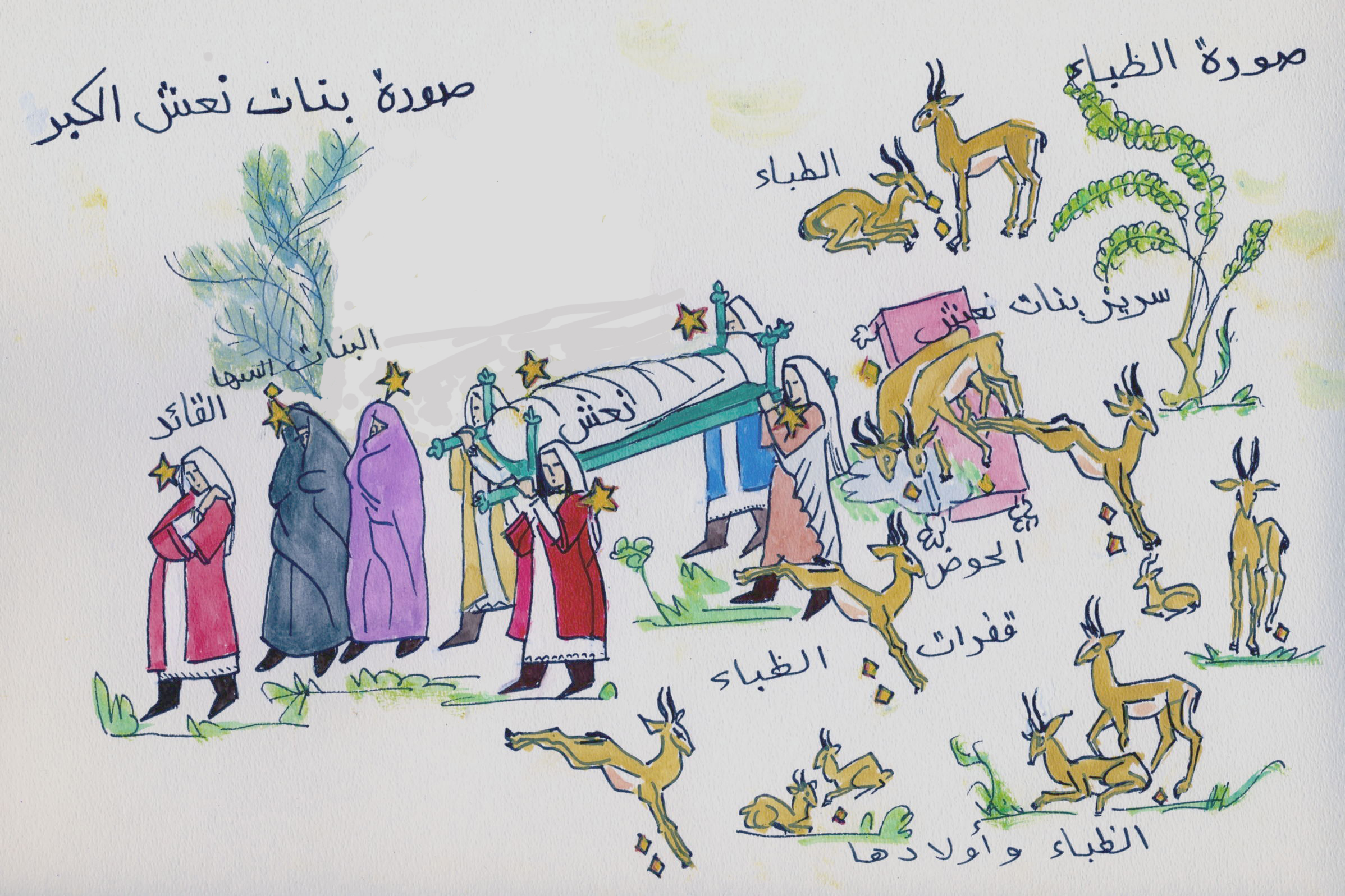
Les figures arabes de بنات نعش Banāt Naᶜš, « les Filles de Nasch », et de الظباء al-Ẓibā’, « les Gazelles ».

Puis, dans le ciel arabe traditionnel, deux groupes différents :
1. Les sept étoiles brillantes du Nord constituent la figure de بنات نعش Banāt Nacš, « les Filles de Nasch », نعش Naᶜš étant primitivement un personnage mythologique commun aux zones linguistiques nord-arabique et hébraïque qui existe dans la Bible et dans laquelle la figure (מַזָּר֣וֹת mazzarōt) se nomme עיש על בניה ᶜAyš ᶜal Banèha, « Nasch et ses filles » (Job, 38.32). نعش Naᶜš et עיש ᶜAyš / עיש ᶜAyšsibt sont une seule et même divinité antique du désert d’Arabie[30]. L’étymologie populaire a très tôt mêlé نعش Naᶜš, la divinité antique, et نعش naᶜš, « la civière », et une légende arabe met en scène des funérailles de نعش Nacš. Les Septبنات  Banāt, « les Filles » déplorent la mort de leur père qu’elles portent sur une civière. Persuadées que الجدّ al-Ğudayy marque le pôle céleste, elles cherchent désespérément à le rejoindre, mais en sont empêchées par الحواجزين al-Ḥawāğzīn (au cas objet, i.e. = accusatif), « les Deux Interposés », que la coutume impose dans les conflits entre tribus, marqués par les étoiles βγ Ursae Minoris. Ainsi empêché, le convoi funéraire est entraîné dans une ronde éternelle autour du pôle céleste[31]. Cette figure a donné les noms Alkaid et Benetnasch dans les catalogues internationaux pour η UMa.
2. Toutes les autres étoiles présentes sur l'espace de la Grande Ourse  participent à une vaste scène animalière, celle des الظباء al-Ẓibā’, « les Gazelles ». Cette figure a donné d'autres noms d'étoiles, souvent cachées car al-Ẓibā’ y est sous-entendu : Al Haud pour θ UMa, Talitha [Borealis] pour ι UMa, Alkaphrah pour κ UMa, Tania Borealis & Australis pour le couple λμ UMa, Alula Australis & Borealis pour le couple νξ UMa, Al Thiba' pour σ1σ2 UMa, enfin El Kophrah pour χ UMa.

À propos de trois couples ικ, λμ et νξ UMaconsidérés comme la trace des sabots des Gazelles lors de leurs Sauts, en arabe القفزاّ al-Qafzāt, ᶜAbd al-Raḥmān al-Sūfī al-Ṣūfī (964), nous livre ce dicton :

« Les Gazelles sautèrent quand le Lion frappa la terre de sa queue. »

### En Europe

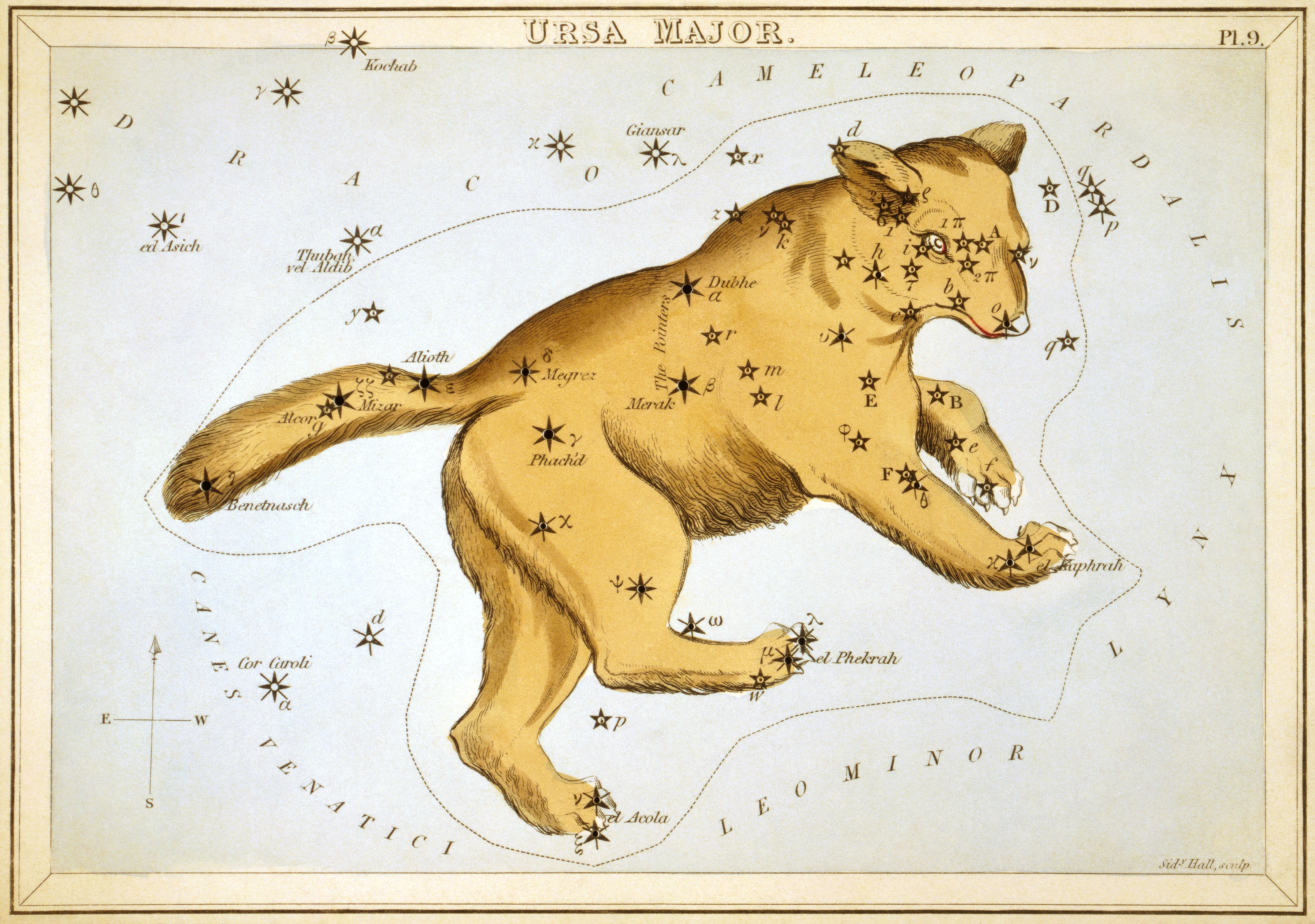
"Ursa Major", dans l’Urania's Mirror, 1824.

Au Moyen Âge, héritier des Latins et des Arabes, les clercs latins connaissaient le nom Ursa Major par les encyclopédies et les quelques manuscrits des Aratea à leur disposition, mais ils connurent dès l’an mil le nom arabe de cette figure. Si Gérard de Crémone ne donne, dans son Almageste (ca. 1175), que le nom latin, sachant qu’à son époque, on ne lit pas encore le nom grec dans le texte, ce qui n’adviendra qu’à la Renaissance, on peut trouver dans l’Uranometria de Johann Bayer (1603), une liste de noms connus dans les différentes langues, selon l’usage de l’époque, et l’on peut lire en particulier : Dubhe lacbar, in tabulis Elkaïd, ce qui correspond à الدبّ الأكبر al-Dubb al-Akbar, soit le nom de la constellation et à القائد  al-Qā’id, le nom de η UMa. Le nom arabe de la constellation figurera encore dans plusieurs catalogues jusqu’à ce que la nomenclature approuvée en 1930 par l’Union astronomique internationale (UAI) ne chasse définitivement les appellations autres que Ursa Major, à l’exception du grec Μεγάλη Ἄρκτος / Megálē Árktos.

### En Perse
Les Persans ont naturellement repris la configuration arabe du ciel, tant le ciel traditionnel que le ciel gréco-arabe : دُبّ اکبر Dubb Akbar pour la « Grand Ourse » dans l’astronomie classique, et بنات نعش Banāt Nacš, « les Filles de Nasch », dans le ciel traditionnel. Mais avant d'adopter la culture arabo-islamique, les Persans appelaient déjà les Sept étoiles brillantes du Nordهفت ‌اورنگ Haft Aurang, soit « les Sept trônes » dans leur ciel antique. Ces étoiles sont aussi, dans la culture populaire, هفت برادران Haft Birādarān, ou هفت دادَران Haft Dādrān, « les Sept Frères »[réf. nécessaire].

### Chez les Touaregs

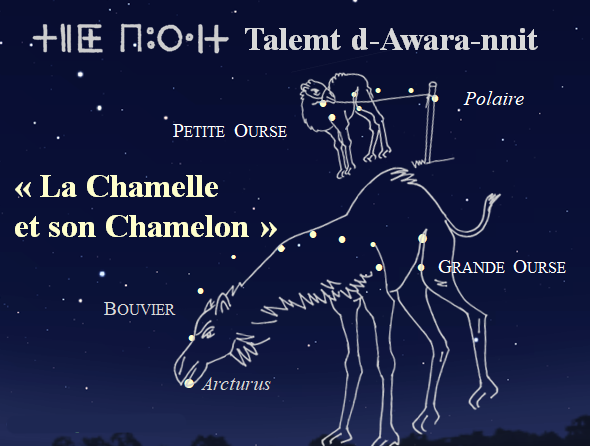
La figure de Talemt d-awara-nnit, « la Chamelle et son Chamelon », dans le ciel des Touaregs.

Les Touaregs ont un calendrier stellaire dans lequel les étoiles de la figure de Talemt d-awara-nnit, « la Chamelle et son Chamelon », donnent les dates de la saison de ġarat, qui dure du 1er octobre au 15 novembre et constitue une saison intermédiaire entre la saison des pluies et la saison froide.
Awara est un « Chamelon nouveau-né [de moins de six mois] » dont une patte est attachée à Tisettītit, le « Piquet » en bois bien enfoncé dans le sol. Ce piquet représente Tatrit ta-n-tasmana, « l’Étoile du Nord », soit la Polaire, autour duquel il tourne en attendant le retour de Talemt, « la Chamelle », sa mère qu’il va téter,.

### En Inde

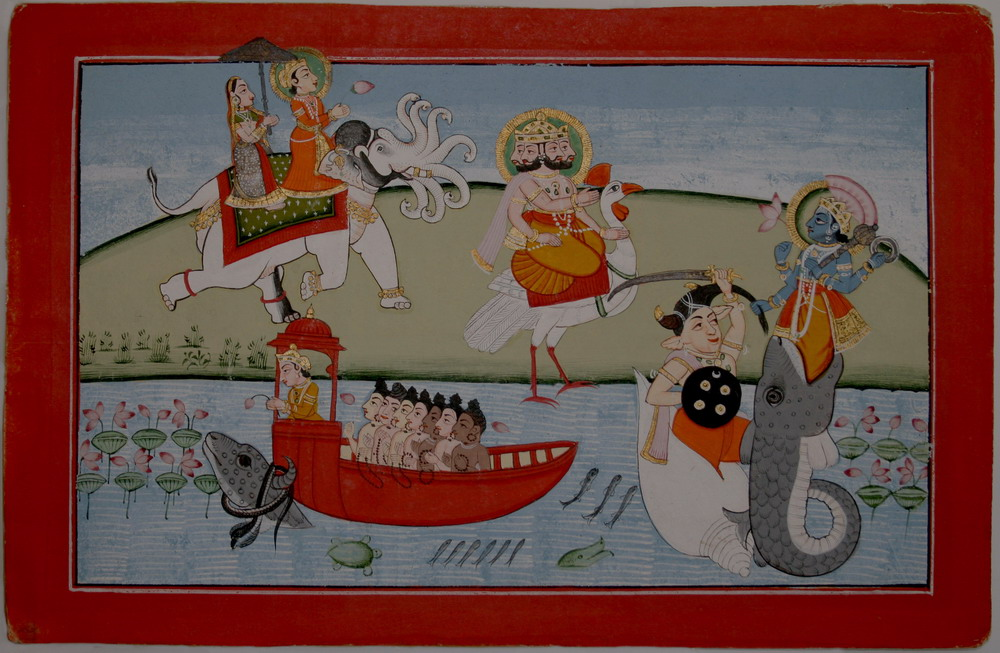
Arche de Shraddha-Deva Manu portant les 7 Sages (et l'humanité) sauvée par le poisson Matsya, avatar de Viṣṇu.

En Inde, la constellation s’est d’abord appelée ऋक्ष Ṛkṣa, « l'Ours », représentation d’un roi de la lignée lunaire, descendant de Bharata et père de Samvarana (en). Elle correspond, dans le Veda, soit à partir du milieu de IIe millénaire, aux saptarṣi, « les 7 Sages ou Patriarches », les géniteurs prajāpati issus de l'esprit de Brahmā pour enfanter le monde. Ceux de l'ère manvantara de Svāyaṃbhuva sont : Marīci, Vasiṣṭha, Aṅgirā, Atri, Pulastya, Pulaha et Kratu. Ceux de l'ère de Vaivasvata sont : Vasiṣṭha, Kaśyapa, Atri, Jamadagni, Gautama, Vishvamitra, Bharadvāja.
Sont parfois également listés Agastya, Kaṇva et  Bhṛgu, qui furent sauvés du déluge en s'accrochant à la corne du poisson Matsya, avatar de Viṣṇu.

### Chez les Chinois
Les Sept étoiles brillantes du Nord forment traditionnellement 北斗, en pinyin Běidǒu. Le nom signifie littéralement « la Mesure [de grain] du Nord », car se situe symétriquement dans le ciel austral, un autre Dou, Nandou, « la Mesure du Sud », constitué par les étoiles ικ Oph + ik Her. Le nom  Beidou est immensément célèbre dans le culture chinoise et est utilisé pour le système de navigation chinois équivalent du Galileo européen.
À l'époque Han, Beidou est représenté comme le Char de Di, l’Empereur, sur un relief de l’époque Han. Il contrôle les quatre quartiers du monde en se déplaçant autour du centre ; il sépare le yin et le yang et règle les quatre saisons ; il maintient l'équilibre entre les cinq éléments, il régule le déplacement des objets célestes et détermine les époques de toutes les évolutions périodiques et le calendrier.
En Chine, les Prêtres taoïstes avaient pour habitude[réf. nécessaire] de prier les esprits et les divinités représentés par les constellations et les étoiles comme la Grande Ourse, et en astronomie chinoise, ses sept étoiles principales correspondent à l'astérisme Beidou (北斗, Běidǒu ou sept étoiles de Beidou 北斗七星, Běidǒu qī xīng), un des plus anciens astérismes utilisés (hormis les loges lunaires, dont l'orientation était utilisée pour suivre le cycle des saisons).

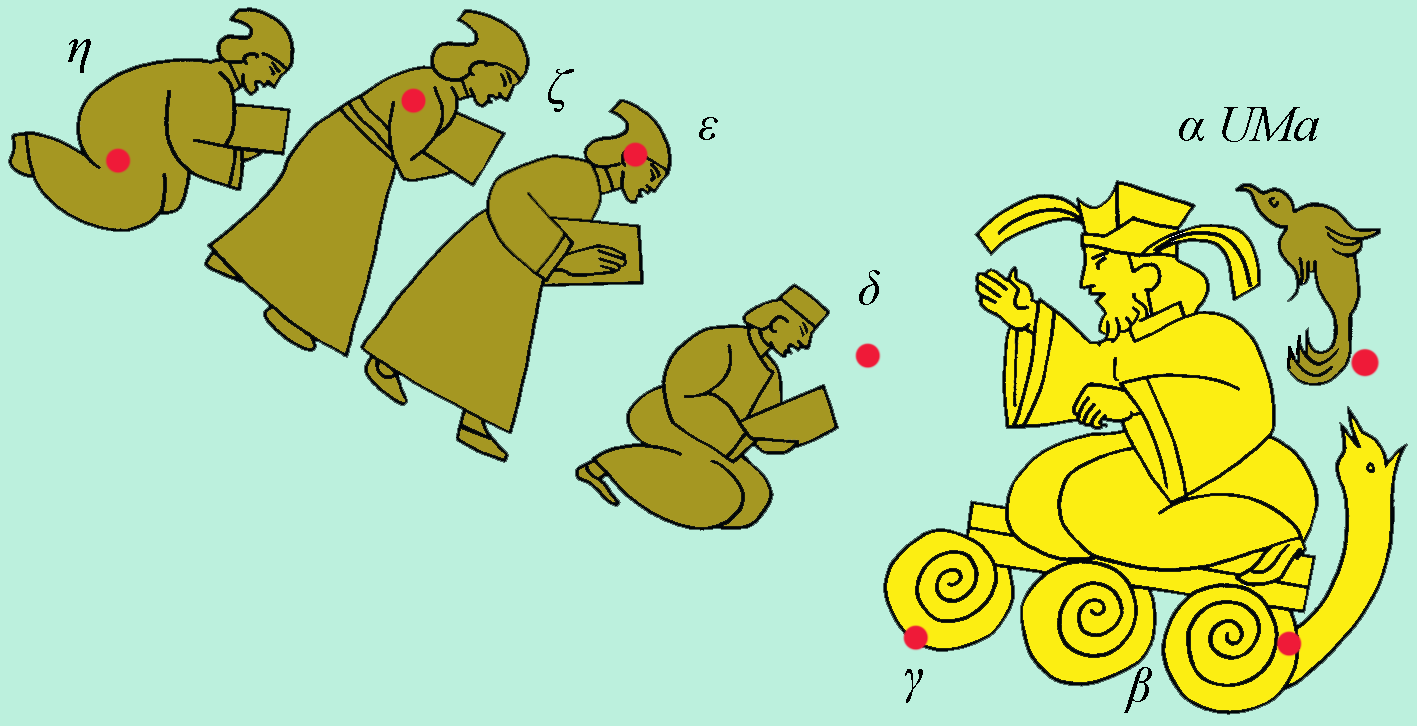
Beidou représenté comme le char de l'Empereur, d'après un relief de l'époque Han.

| Nom (trad./simpl.) | Nom taoïste (trad./simpl.) | nom correspondant en Europe | Désignation de Bayer |
| ------------------ | -------------------------- | --------------------------- | -------------------- |
| 天樞/天枢          | 貪狼/贪狼                  | Dubhe                       | α UMa                |
| 天璇/天璇          | 巨門/巨门                  | Merak                       | β UMa                |
| 天璣/天玑          | 祿存/禄存                  | Phecda                      | γ UMa                |
| 天權/天权          | 文曲/文曲                  | Megrez                      | δ UMa                |
| 玉衡/玉衡          | 廉貞/廉贞                  | Alioth                      | ε UMa                |
| 開陽/开阳          | 武曲/武曲                  | Mizar                       | ζ UMa                |
| 瑤光/瑶光          | 破軍/破军                  | Alkaid                      | η UMa                |

### En Asie du Sud-Est

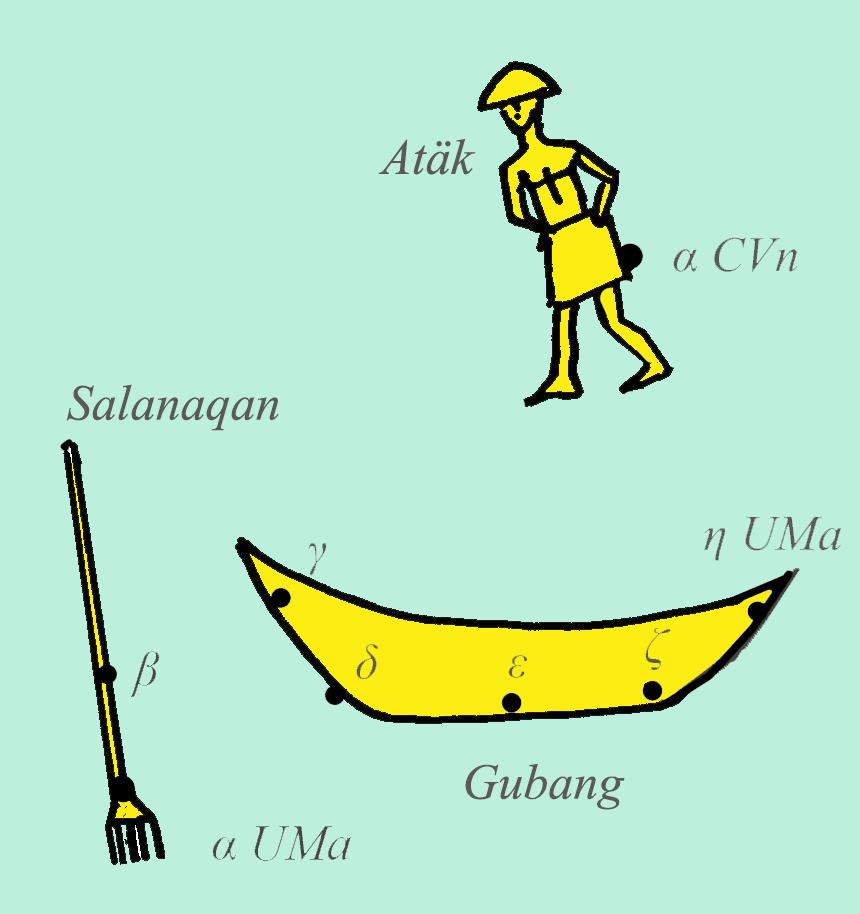
Scène de pêche, avec Atäk, Gulang, sa « pirogue » et Salanaqan, sa « foëne ».

- La répartition des étoiles de la Grande Ourse n’est pas habituelle chez les pêcheurs de Palawan, une île de la mer de Sulu, située dans l’ouest-sud-ouest des Philippines, et qui a donné son nom à la province de ce pays à laquelle elle appartient.

Elle ne rassemble pas les Sept étoiles brillantes du Nord dans un même objet céleste. Dans une scène de pêche locale, Gubang ni Atäk, « La pirogue d’Atäk, [le pêcheur] », est marquée par les deux étoiles occidentales du Carré du Corps de l’Ourse et trois les étoiles de la Queue, tandis que les deux étoiles orientales du Carré sont sur Salanaqan, « la foëne » d’Atäk, le pêcheur, lui-même placé sur Alpha des Chiens de Chasse.
- On trouve le même découpage du ciel dans l’actuelle Indonésie orientale où la « pirogue » cette fois nommée en malais Prahoe[40].

### Au Japon
Au Japon, la Grande Ourse reprend le terme chinois et est traduit par « Louche du Nord » 北斗 (hokutô), et dans le Japon médiéval, chacune des sept étoiles de la Grande Ourse portait un nom traditionnel, nom souvent hérité de la Chine ancienne :
- « Pivot » 樞 (sû) désigne Dubhe (Alpha Ursae Majoris)
- « Superbe jade » 璇 (sen) désigne Merak (Beta Ursae Majoris)
- « Perle » 璣 (ki) désigne Phecda (Gamma Ursae Majoris)
- « Autorité » 權 (ken) désigne Megrez (Delta Ursae Majoris)
- « Baguette de mesure en jade » 玉衡 (gyokkô) désigne Alioth (Epsilon Ursae Majoris)
- « Ouverture du yang » 開陽 (kaiyô) désigne Mizar (Zeta Ursae Majoris).

Enfin, Alkaid (Eta Ursae Majoris) porte à elle seule plusieurs noms traditionnels : « Sabre » 劍 (ken) (forme abrégée de « Extrémité du sabre » 劍先 (ken saki)), « Lumière scintillante » 搖光 (yôkô), ou encore « Étoile de la défaite militaire » 破軍星 (hagun sei), car se diriger en direction de cette étoile était censé être de mauvais augure pour une armée. (Voir images tirées du « Bansenshukai ». Cahier 8, Vol. 17 : https://zupimages.net/up/23/43/rip4.jpg et https://zupimages.net/up/23/43/pqcl.jpg Comment les inclure ici ?)

### En Amérique du Nord

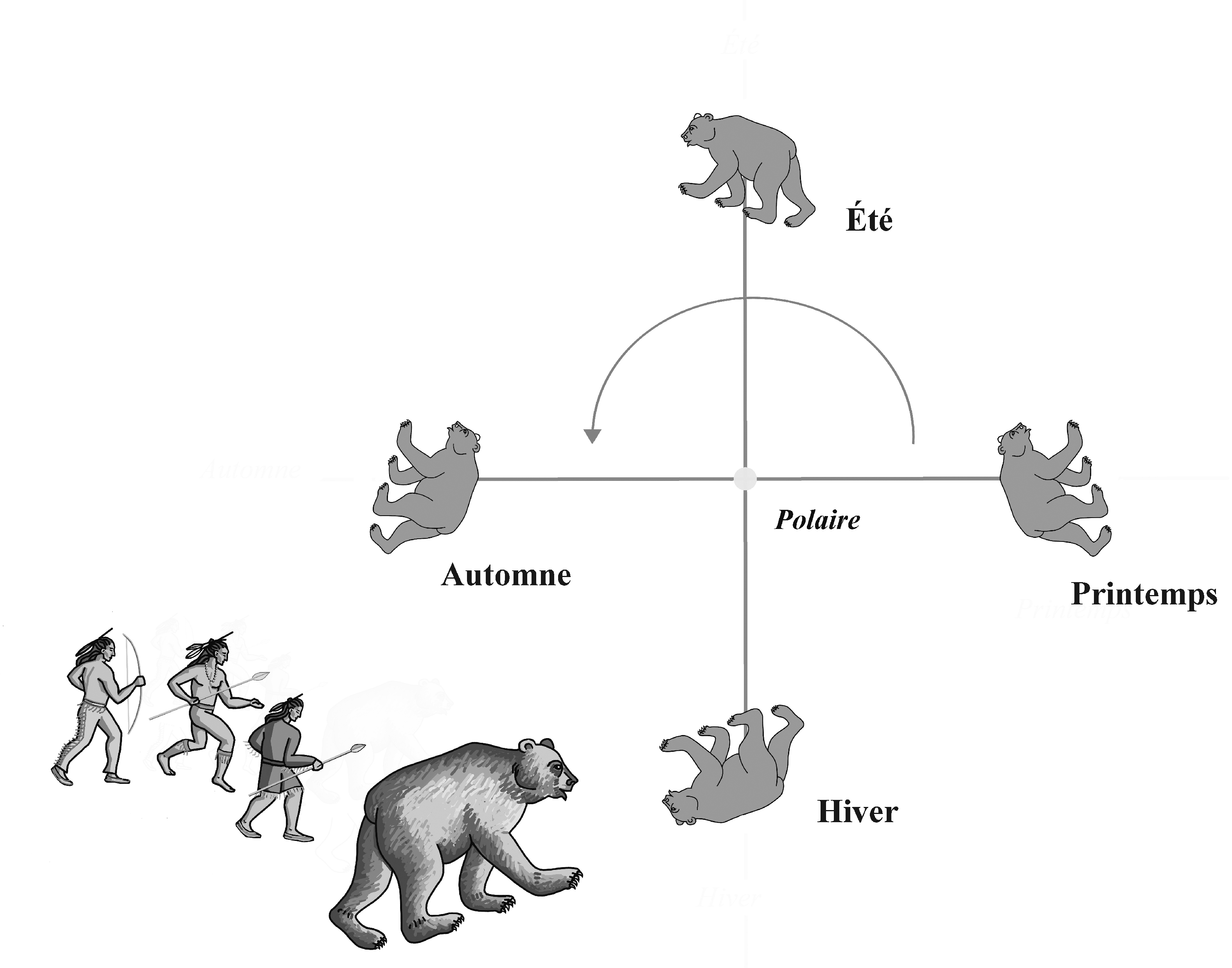
Le calendrier de la Chasse à l'ours chez les Indiens Mesquakies

De nombreuses nations premières d'Amérique du Nord (Algonquins, Micmacs, Narragansetts, Cherokees, Mesquakies) considèrent aussi ce groupe d'étoiles comme une ourse (ou un ours) poursuivie par trois chasseurs.
Dans la légende de la Chasse à l’Ours chez les Mesquakies, au mois de mai, le quadrilatère du Grand Chariot, soit αβγδ UMa, qui figure l’Ours, semble gravir le ciel oriental, ce qui est interprété comme le fait qu’il sort de son antre. Au milieu de l’été, la figure de l’Ours poursuivi par les Trois Chasseurs est indiquée par les Trois étoiles situées au timon de Chariot, εζη UMa', qui présente le tableau de la chasse. À l’automne, l’Ours se présente à l’ouest, debout en position de défense face aux chasseurs mais, fragilisé par l’approche de la période d’hibernation, il est tué par les chasseurs et son sang teint de rouge les feuilles des arbres. L’hiver est indiqué par la position de l’Ours couché sur le dos. Puis, il se relève à l’est pour un nouveau cycle de la nature.
Aux États-Unis, son surnom actuel est the Big Dipper (la grande cuillère).

### En Europe
Au Royaume-Uni, on l'appelle the Plough (la Charrue), en Scandinavie, Karlavagen (le Wagon de Charles, probablement Charlemagne), en Bretagne Karr kamm (Chariot tordu), Karr Arzhur (le Chariot du roi Arthur) ou Lost-arar (le bout de la charrue)[réf. nécessaire].

## Représentations analogiques de laGrande Ourse

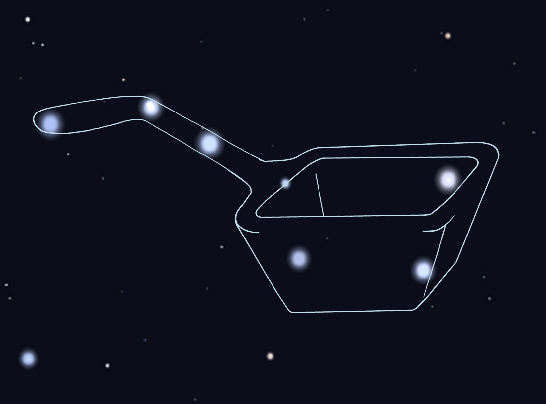
Beidou, « la Mesure de grain », en Chine.
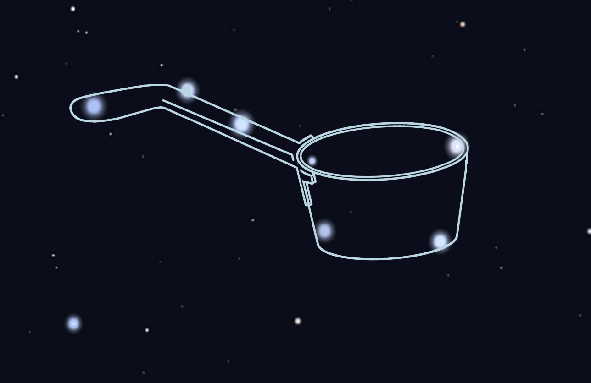
La Grande Casserole, en France.
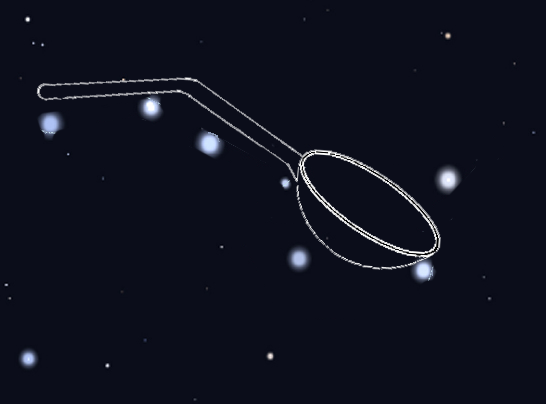
The Big Dipper, « la Grande Louche », aux États-Unis et au Canada.
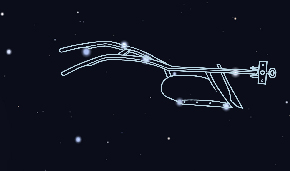
The Plaugh, « la Charrue », les Îles britanniques.

Beidou, « la Mesure de grain », en Chine ; La Grande Casserole en France ; The Big Dipper, appellation populaire aux États-Unis et au Canada sont extrêmement parlantes et purement analogiques, c’est-à-dire que la disposition des Sept étoiles brillantes du Nord, remarquables sur un fond d’étoiles moins brillantes, suggère l’image d’un objet familier. Il n’en est pas tout à fait de The Plaugh, « la Charrue », britannique, qui semble liée à l’idée latine du Laboureur, appliquée à Alpha Bootis.

## Observation des étoiles

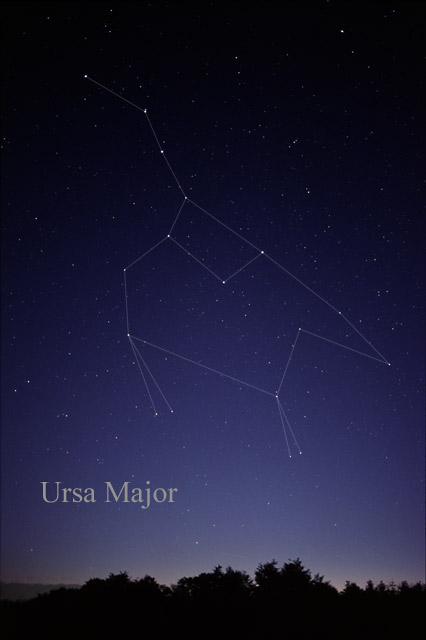
Constellation de la Grande Ourse.

Visibilité nocturne de la constellation.

La Grande Ourse est l'une des constellations les plus connues, une de celles que l'on apprend généralement à reconnaître en premier dans l'hémisphère nord. Sept étoiles ressortent nettement parmi les autres et forment la Casserole (ou le Chariot). Cette formation en casserole est visible toute l'année dans les villes situées au-dessus de 40° de latitude nord, par exemple New York, Rome et Pékin. Pour les villes situées plus au sud, la Casserole disparaît sous l'horizon pendant l'automne.

### Repérage de la constellation

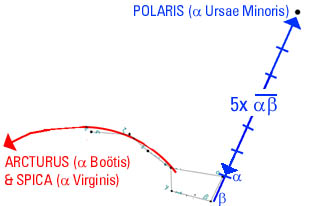
Guide pour déterminer l'étoile polaire et α Bootis (Arcturus) à partir de la Grande Ourse.

La « grande casserole » se repère par observation directe. Dubhe (α UMa), Merak (β UMa), Phecda (γ UMa), Megrez (δ UMa), Alioth (ε UMa), Mizar (ζ UMa) et Alkaid (η UMa) forment l'un des astérismes les plus connus : la « Casserole » (ou parfois, le « Chariot », ou encore la « Cuillère ») de la Grande Ourse. Cet astérisme est tellement caractéristique et brillant que Johann Bayer partit du bout (Dubhe) et le remonta (Alkaid) pour désigner les étoiles de la constellation, au lieu de les classer par magnitude comme il avait l'usage de le faire.

### Forme de la constellation
Un autre astérisme provient de la culture arabe. Il s'agit des « sauts de la gazelle », une série de trois paires d'étoiles :
- Alula Borealis (ν UMa) et Alula Australis (ξ UMa), le « premier saut » ;
- Tania Borealis (λ UMa) et Tania Australis (μ UMa), le « deuxième saut » ;
- Talitha Borealis (ι UMa) et Talitha Australis (κ UMa), le « troisième saut ».

Ces étoiles se trouvent le long de la frontière sud-ouest de la constellation, les « orteils » de l'Ourse.

### Mizar et Alcor
Mizar (ζ UMa) est l'étoile du milieu dans la série des trois qui forment le « manche » de la casserole. Elle est connue pour posséder un compagnon — Alcor (80 UMa) — qui est discernable à l'œil nu (on peut le deviner sur l'illustration). Pouvoir les distinguer était d'ailleurs un défi traditionnel d'acuité de vision dans plusieurs cultures, Gengis Khan en aurait fait l'un des critères de sélection de ses archers.

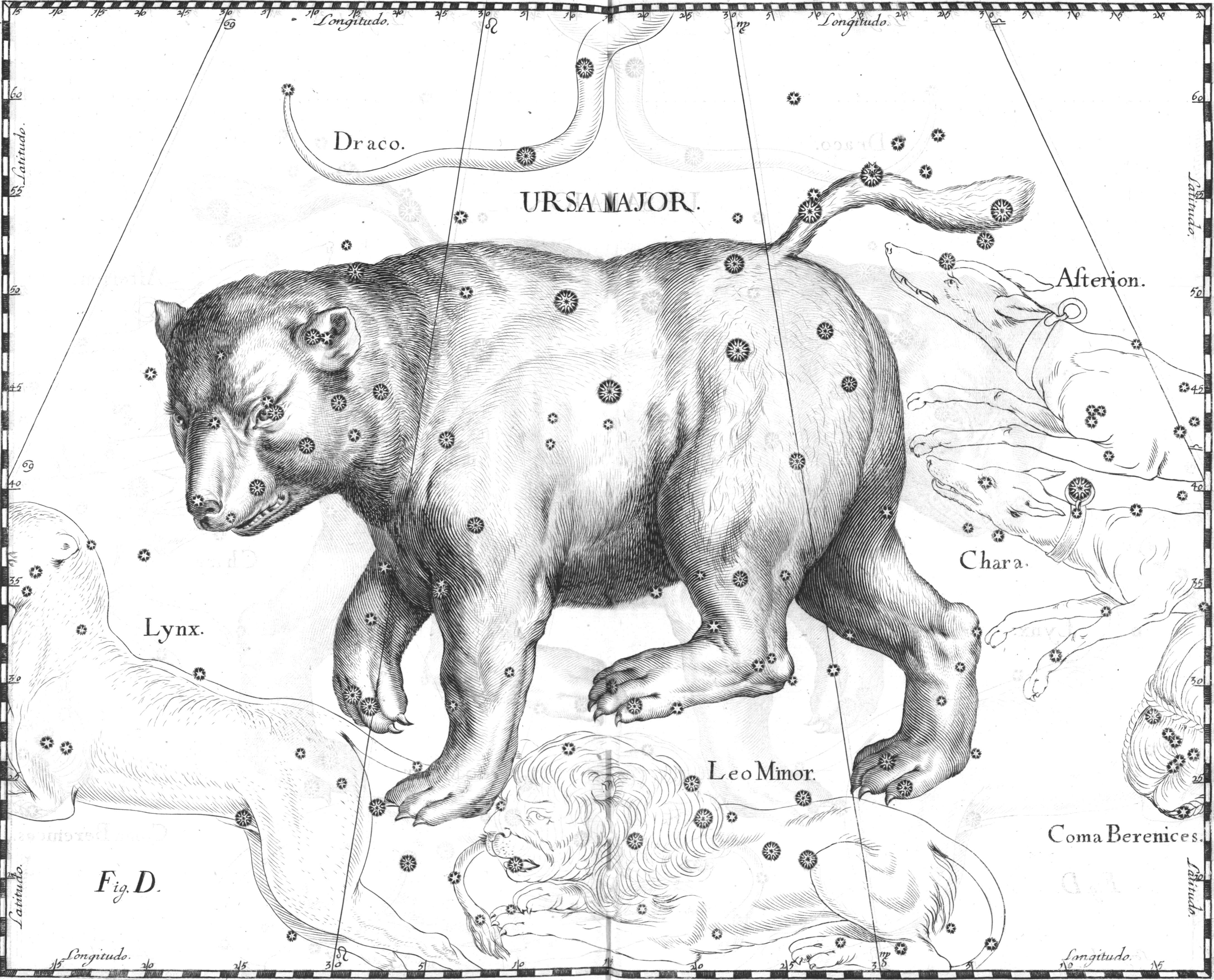
La Grande Ourse telle que dessinée par Johannes Hevelius au XVIIe siècle.

### Repérages à partir de la constellation
Ces étoiles particulièrement visibles sont utiles pour trouver d'autres étoiles importantes, la grande casserole jouant le rôle d'un véritable poteau indicateur céleste.
- Une méthode très connue permet de déterminer l'emplacement de l'étoile polaire (α Ursae Minoris) : en traçant la ligne des Gardes de la Grande Ourse, prolongée dans le sens Merak-Dubhe d'une distance égale environ à cinq fois la distance entre ces deux étoiles, on tombe sur l'Étoile polaire après une trentaine de degrés.
- Dans l'autre sens, en prolongeant la ligne de Dubhe à Merac, cet alignement passe d'abord par ψ UMa après ~10°, puis par ν UMa (premier saut de la Gazelle, et patte avant de l'Ourse) après encore ~10°, et après un dernier saut de ~10° on tombe sur Zosma (δ Leo) (visible sur l'illustration). La paire d'étoiles qui forme la patte avant est pratiquement dans cet alignement, ce qui permet de confirmer son identification.
- Si l'on part du bord intérieur de la casserole, on peut suivre l'alignement Megrez (δ UMa) Phecda (γ UMa). Cet alignement passe également par ψ UMa après ~10°, puis après ~15° sur une étoile plus faible entre les deux premiers sauts de gazelle, qui est Praecipua (46 Leonis Minoris). En continuant cet alignement, on tombe dans le Lion), d'abord sur γ Leo (visible sur l'illustration) et dans son prolongement sur  Régulus, après un parcours total de ~45°.
- Dans l'autre sens, le même alignement Phecda (γ UMa) Megrez (δ UMa) traverse les gardiennes de la Petite Ourse, puis les pieds du Dragon, et arrive finalement dans l'axe des ailes du Cygne.
- Une autre méthode de repérage très connue consiste à suivre la courbe de la queue de la casserole en tournant à gauche suivant un arc de cercle vers α Bootis (Arcturus), puis de continuer sur la même distance et avec la même courbure jusqu'à α Virginis (Spica).
- Dans l'autre sens, la diagonale de la casserole qui passe par Megrez (δ UMa) et Merak (β UMa) se prolonge à travers θ UMa et la paire d'étoiles qui marque le troisième « saut de la Gazelle » (ι et κ UMa), et l'extrémité de la constellation. Au-delà, dans le même alignement, on tombe sur une petite étoile du Lynx (sans intérêt particulier), et après ~30° dans le même prolongement on tombe sur Castor et Pollux (un peu à droite de l'axe), des Gémeaux, et toujours dans le même alignement Rigel puis Bételgeuse de la constellation d'Orion.
- Le « dos » de la Grande Ourse forme un alignement entre Megrez (δ UMa) et Dubhe (α UMa), qui se prolonge à travers 23 UMa et ο UMa (extrémité de la constellation, sur la « fesse » de l'Ourse). Cet alignement se prolonge à travers le Lynx sur une trentaine de degrés pour tomber sur Capella du Cocher.
- Dans l'autre sens, l'alignement du « dos » de Dubhe (α UMa) à Megrez (δ UMa) passe par Alkaid (η UMa), le « nez » de l'Ourse, traverse la tête du Bouvier et permet de repérer Gemma dans la Couronne boréale.
- Si l'on prolonge l'axe Phecda-Dubhe en reportant la même distance, on tombe juste en dessous des deux galaxies M81 et M82 (pas toujours facile à trouver autrement).

## Étoiles principales

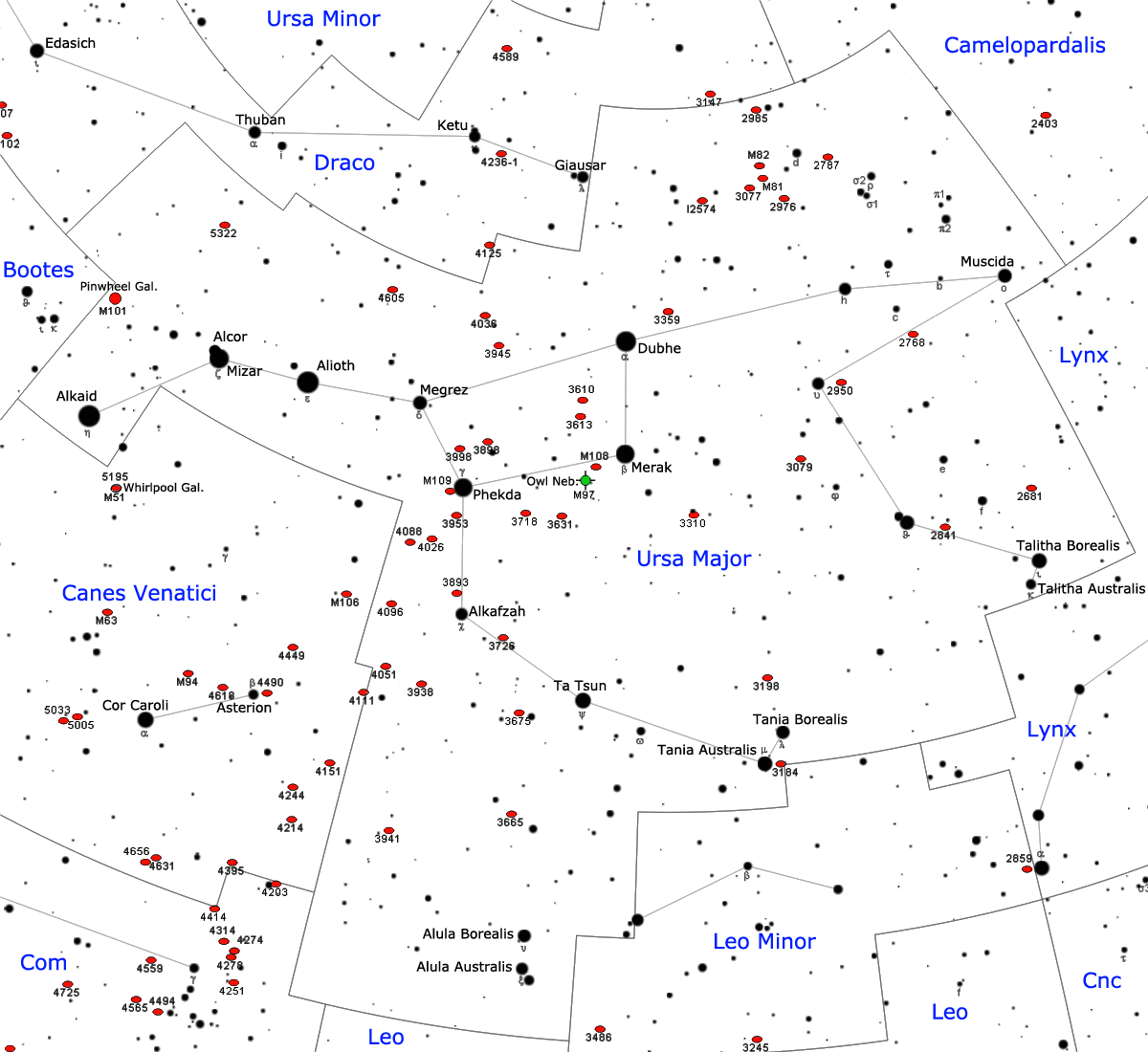
Étoiles de la Grande Ourse.

### Alioth (εUrsaeMajoris)
Alioth (ε UMa), vers le milieu de la queue de la « casserole », est l'étoile la plus brillante de la constellation de la Grande Ourse et la 34e de la voute céleste.
Alioth est une étoile blanche distante de 81 années-lumière, environ quatre fois plus grande que le Soleil et trois fois plus massive. Son type spectral indique qu'il s'agit d'une étoile particulière (A0p) : elle présente certaines régions de son atmosphère enrichies en certains éléments (oxygène, europium, chrome, etc.) tandis qu'ils sont en déficit dans d'autres zones. Alioth est classée dans la catégorie des étoiles variables de type α2 Canum Venaticorun, dont α2 Canum Venaticorum, ou Cor Caroli, en est en effet le prototype).

### Dubhé (αUrsaeMajoris)
Dubhé (α UMa), la deuxième étoile de la constellation, est une géante orange, environ 30 fois plus grande que le Soleil. C'est également une étoile multiple. Elle possède un compagnon distant de 23 ua qui orbite autour d'elle en 44 ans. Plus loin, à 9 000 ua, se trouve un autre système binaire.
Les Gardes de la Grande Ourse sont constituées des étoiles Dubhé et Mérak (α et β Ursae Majoris).

### Mizar (ζUrsaeMajoris)
Mizar (sans Alcor) est un système stellaire complexe de quatre étoiles : deux couples d'étoiles (l'un orbitant en vingt jours et demi, l'autre en cent-quatre-vingts jours) tournent l'un autour de l'autre. Elle tient une place de tout premier rang dans l'histoire des étoiles doubles : Mizar avec son cavalier Alcor est une binaire visuelle connue depuis extrêmement longtemps [réf. nécessaire]. C'est aussi la première étoile double télescopique découverte, (Mizar A et B, découverte par Giovanni Riccioli en 1650), et la première double photographiée (par G. P. Bond en 1857), et Mizar Aa et Ab, la première binaire spectroscopique (annonce faite par Edward Charles Pickering en 1889).

### Autres étoiles
Merak, Phecda, Megrez, Alkaïd et Mizar, toutes les cinq des étoiles chaudes de classe A, font partie d'un groupe d'étoiles distant d'environ quatre-vingts années-lumière et se déplacent de concert dans l'espace. Ce groupe d'étoiles s'appelle le courant d'étoiles de la Grande Ourse

## Objets célestes

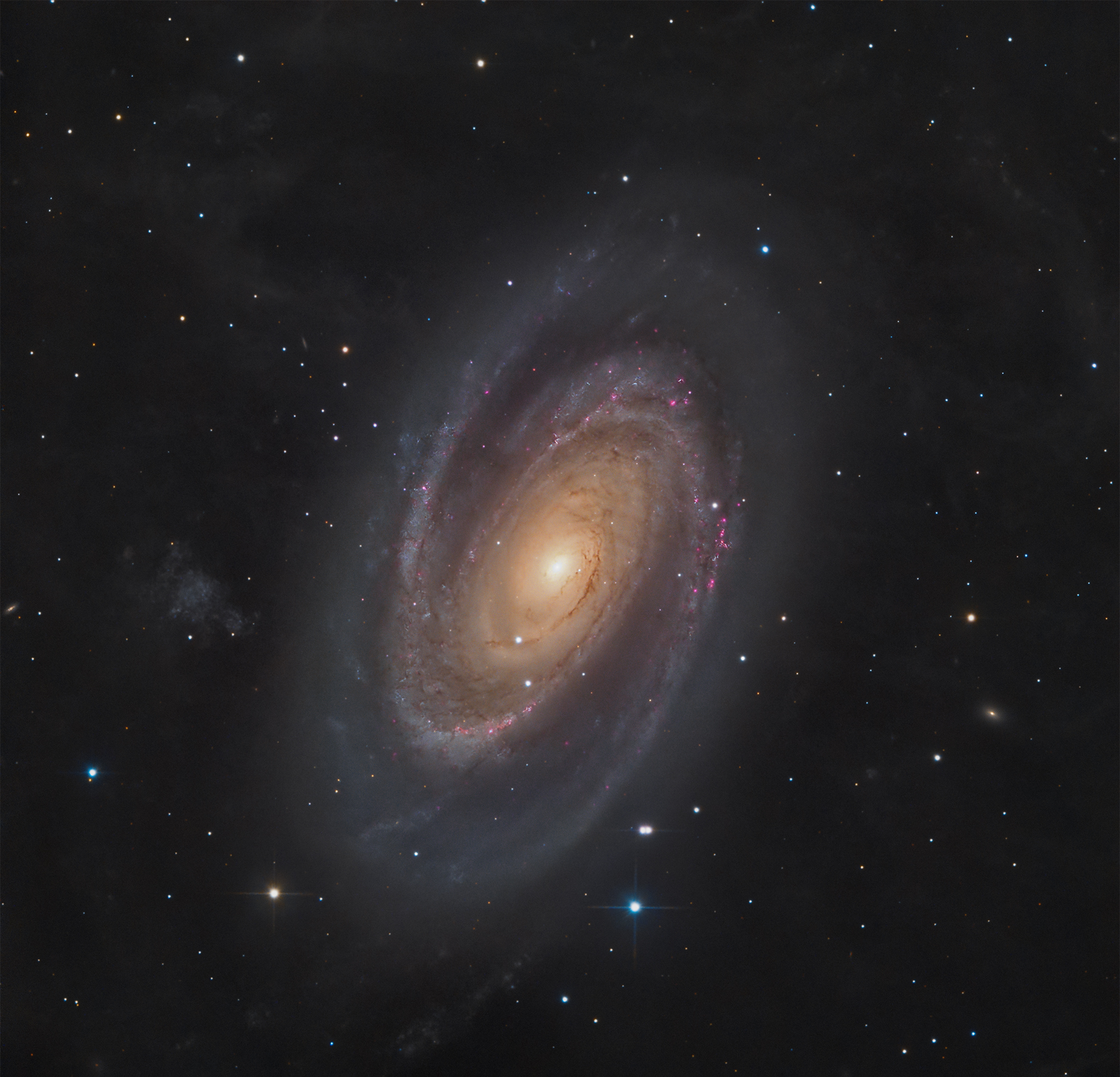
M81, dite la galaxie de Bode, est l'une des galaxies les plus brillantes du ciel (photographie amateur).

La constellation de la Grande Ourse abrite plusieurs objets célestes notables, essentiellement des galaxies. On y dénombre six objets du catalogue Messier, les plus remarquables étant sans doute la paire de galaxies spirales M81 et M82, situées au-dessus de la « tête » de l'Ourse. D'une magnitude apparente de 6,9, M81 peut être aperçue avec une paire de jumelles. Dans un petit télescope (114 mm), le bulbe de la galaxie apparaît brillant. M82 est alors visible à proximité sous l'apparence d'un faible fuseau lumineux, semblable à un cigare (d'où son surnom de galaxie du Cigare).
À l'Ouest de la constellation, se trouve la galaxie spirale M101 (la galaxie du Moulinet), une belle galaxie vue de face et située au Nord-Ouest d'Alkaid (η UMa). Son observation nécessite un télescope d'au moins 250 mm. Notons également les galaxies spirales M108 et M109. Enfin, M97 est une nébuleuse planétaire (dite du Hibou) distinguable dans un petit télescope (magnitude ~10).
La constellation contient environ une cinquantaine de galaxies, dont la plupart ont une magnitude supérieure à 10, et donc invisibles sans instruments adaptés. On peut cependant citer les galaxies NGC 2768, NGC 3077 (située près de M81) et NGC 3310, toutes d'une magnitude proche de 10. Notons aussi NGC 4013, une belle galaxie spirale vue par la tranche (magnitude 11,3).
Markarian 421 dans cette constellation est l'un des blazars les plus proches du Soleil et les plus brillants. De même, il s'agit du blazar le plus étudié par les scientifiques.

## Dans la culture populaire
- La constellation de la Grande Ourse, et tout particulièrement son étoile Alcor, est la clé du mystère du roman La Comtesse de Cagliostro de Maurice Leblanc, l'emplacement de certaines abbayes du pays de Caux est censé reproduire au sol le tracé de la Grande Ourse, et Alcor indiquerait le lieu où serait enfoui un hypothétique trésor.
- Dans la série animée Saint Seiya, dans les épisodes de l'arc Asgard (épisodes 74 à 99), chacune des sept étoiles de la Grande Ourse est associée à un "Guerrier Divin".
- Dans la série animée Ken le survivant, son titre original japonais fait directement référence à la Grande Ourse : Hokuto no Ken (北斗の拳), soit "le poing de la Grande Ourse", ou "la boxe de la Grande Ourse" (le kanji "ken" (拳) voulant aussi bien dire "poing" au sens littéral, que "boxe" ou "technique de combat" au sens large). Le principal protagoniste de la série, Ken, ayant d'ailleurs la constellation de la Grande Ourse scarifiée sur son torse.
- Dans le dessin animé Souvenirs de Gravity Falls, le protagoniste Dipper est surnommé ainsi en raison de sa tâche de naissance rappelant la forme de la Grande Casserole (Big Dipper ou "Grande Louche" en anglais).